# Sjatt al-Arab
De Sjatt al-Arab (Perzisch: اروندرود Arvandrud, Arabisch: شط العرب "Arabische Stroom") is de naam van de rivier die ontstaat waar de Tigris en de Eufraat samenvloeien. De rivier is ongeveer 200 kilometer lang. Een deel van de rivier vormt de grens tussen Iran en Irak.
De moerassen rondom de Sjatt al-Arab vormen traditioneel het woongebied van de Moerasarabieren.

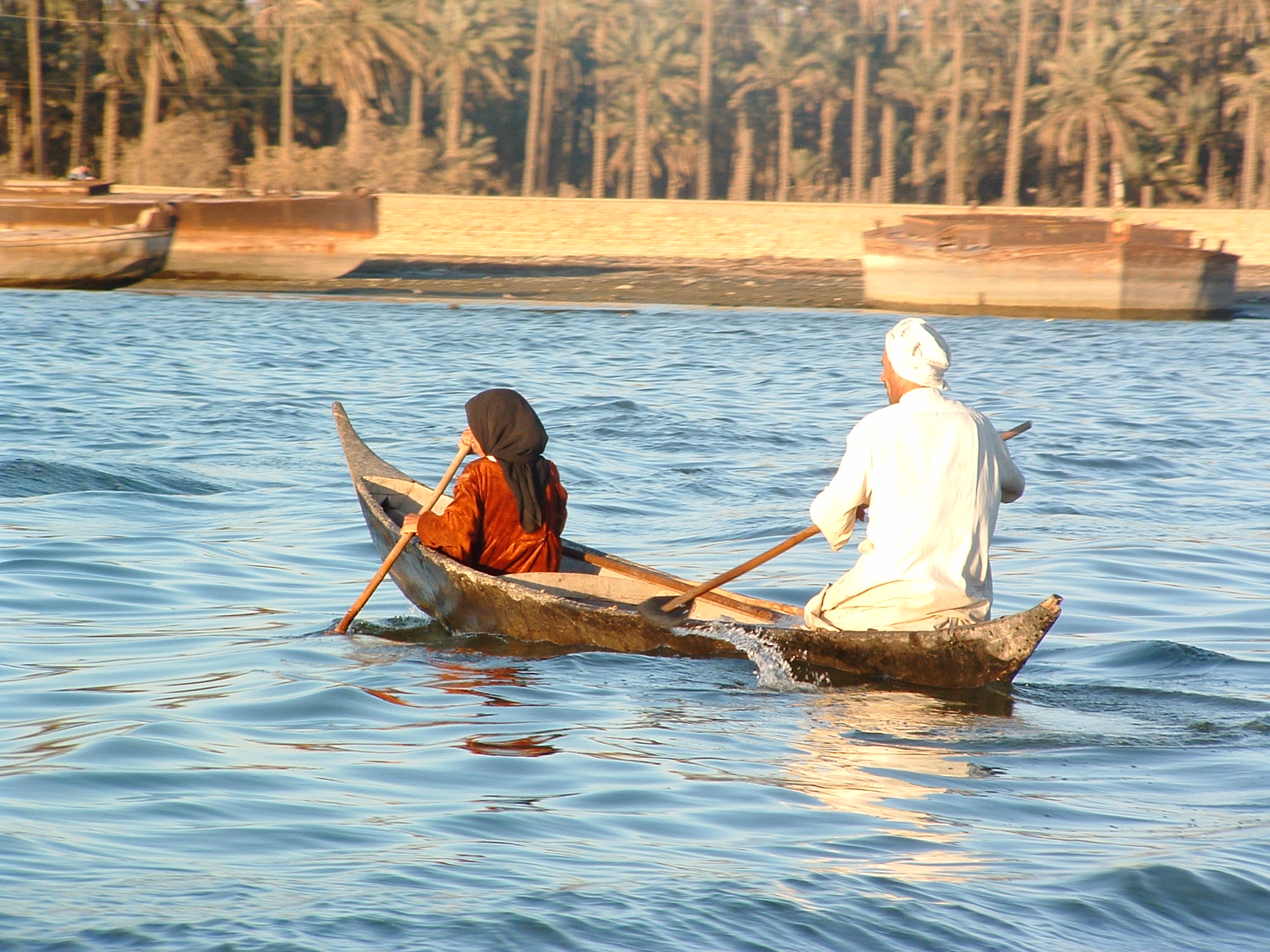
Bootje op de Sjatt al-Arab
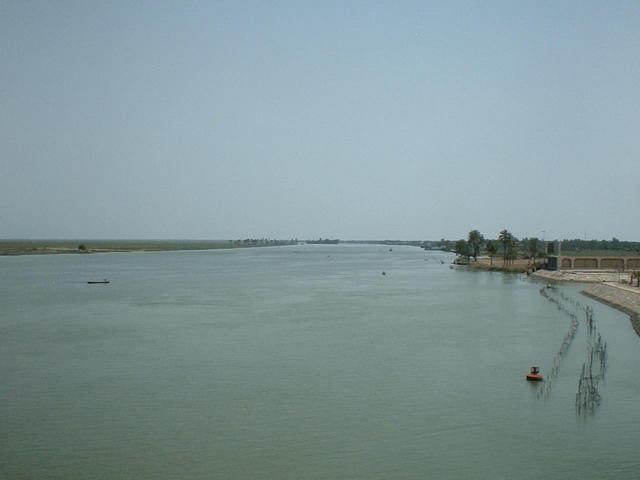
Sjatt al-Arab bij Basra

- Gemeinsame Normdatei: 4273250-5
- Library of Congress Control Number: sh85121163
- Nationale Bibliotheek van Israël: 987007536434705171
- Virtual International Authority File: 225281536